# Арно Аллан Пензіас
Арно Аллан Пензіас (англ. Arno Allan Penzias; 26 квітня 1933 — 22 січня 2024) — американський фізик-експериментатор, радіофізик і астроном, член Національної АН (1975). Роботи відносяться до космічної фізики, радіоастрономічної техніки, супутникового зв'язку, космології. Спільно із Робертом Вудроу Вільсоном виявив експериментально (1965) реліктове випромінювання із температурою близько 3К, яке заповнює Всесвіт (Нобелівська премія за 1978), в 1973 році — космічний дейтерій.

## Біографія
Народився в Мюнхені, Німеччина. Із 1940 року живе в США. У 1954 році закінчив Сіті-коледж (Нью-Йорк), продовжив освіту в Колумбійському університеті, який закінчив 1958 року. З 1961 року працював у Лабораторії Белл-Телефон Голмделі, Нью-Джерсі, із 1972 року — керівник відділу радіофізичних досліджень. Викладає в Принстонському університеті (в 1967—1972 — викладач, з 1972 — професор) і в університеті штату Нью-Йорк у Стоун-Брук (з 1974 — професор).
Наукові роботи відносяться до мікрохвильової фізики, фізики атмосфери, радіоастрономії; займався проблемами зв'язку через штучні супутники Землі. У 1965 Пензіас і Р. В. Вілсон, вивчаючи в Лабораторіях фірми «Белл» у Голмделі джерела шуму в системі супутникового зв'язку, відкрили випромінювання з температурою близько 3K, яке, як показали подальші дослідження, має спектр абсолютно чорного тіла і характеризується високим ступенем ізотропії. Воно було пояснено в рамках моделі гарячого Всесвіту, розробленої Джорджем Гамовим з співробітниками наприкінці 1940-х років, як слід від початкової щільної і гарячої фази розширення Всесвіту. Це фонове випромінювання, що заповнює Всесвіт, було названо реліктовим. Виявлення реліктового випромінювання стало найбільшим внеском у сучасну космологію, воно не тільки підтвердило модель гарячого Всесвіту, а й дало можливість досліджувати деталі цієї моделі, її наслідки, багато аспектів теорії утворення галактик. У наш час[коли?] Пензіас проводить радіоастрономічні дослідження молекул в міжзоряному просторі, вивчає відмінності в ізотопного складу молекул на Землі і в міжзоряному газі, структуру міжзоряних молекулярних хмар.
Нобелівська премія з фізики (спільно з Вілсоном, 1978), медаль Вільяма Гершеля Лондонського королівського астрономічного товариства (спільно з Вілсоном, 1977).